# ویلیام تکامسه شرمن
ویلیام تکامسه شرمن (به انگلیسی: William Tecumseh Sherman) ژنرال ارتش اتحادیه در طول جنگ داخلی آمریکا بود. راهبردهای نظامی او، نقش مهمی در پایان‌گرفتن جنگ داخلی به نفع اتحادیه و پیروزی شمالی‌ها داشت. هرچند راهبرد نظامی جنگ تمام‌عیار او با نیروهای ایالات مؤتلفه آمریکا از جمله تاکتیک نظامی زمین سوخته، مورد انتقادات شدید قرار داشت.
ویلیام شرمن از سال ۱۸۶۹ تا ۱۸۸۳، مقام فرماندهی کل ارتش ایالات متحده آمریکا را برعهده داشت. وی از دانش‌آموختگان آکادمی نظامی وست‌پوینت بود.

## خانواده
ویلیام شرمن فرزند چارلز روبرت شرمن، وکیل دعاوی و از اعضای دادگاه عالی اوهایو بود. پس از مرگ ناگهانی پدرش، توماس اوینگ، دوست و همکار پدرش سرپرستی او را برعهده گرفت. وی از اعضای ارشد حزب ویگ بود که بعدها سناتور و اولین وزیر کشور ایالات متحده شد.
ویلیام شرمن، از اقوام دور سناتور راجر شرمن، از پدران بنیان‌گذار ایالات متحده آمریکا بود.
چارلز تیلور شرمن، برادر بزرگ‌تر او وکیل دعاوی و بعدها قاضی فدرال شد. جان شرمن، برادر کوچک‌تر او سناتور جمهوری‌خواه و بعدها وزیر خزانه‌داری ایالات متحده و وزیر امور خارجه آمریکا شد. هویت شرمن، دیگر برادر کوچک‌ترش بانک‌دار موفق و بعدها بسیار متمول شد.
در سال ۱۸۵۰ میلادی، با ایلن اوینگ، دختر سناتور توماس اوینگ، ازدواج کرد. در مراسم عروسی‌شان زکری تیلور، رئیس‌جمهور وقت ایالات متحده آمریکا و بسیاری از چهره‌های مهم سیاسی و نظامی شرکت داشتند.
هیو بویل اوینگ و توماس اوینگ جونیور، دو برادر زن ویلیام شرمن، در طول جنگ داخلی آمریکا به مقام سرلشکری رسیدند و هم‌چون ژنرال شرمن، نقش مهمی در پیروزی‌های شمالی‌ها و پایان‌دادن به جنگ داخلی ایفا کردند.

## عقاید
ژنرال شرمن به یکپارچگی ایالات متحده آمریکا سخت باور داشت، اما به «برابری سفیدپوستان با سیاه‌پوستان» باور چندانی نداشت و با برده‌داری مخالفت نمی‌کرد. پیش از شروع جنگ داخلی، ضمن هم‌دردی با جنوبی‌ها در مورد ضرورت برده‌داری، چند بار ادعا کرده بود که نژاد سیاه از برده‌بودن سود می‌جوید و به نفع سیاهان در آمریکا است تا برده باقی بمانند. در طول جنگ داخلی، هیچ‌گاه از میان سیاهان در لشکرش سربازگیری نکرد.

## یادمان‌ها
شهرستان‌ها
- شهرستان شرمن، کانزاس
- شهرستان شرمن، نبراسکا

یادمان‌ها
- تندیس ژنرال شرمن اثر اگوستوس سنت گودنز، نصب‌شده مقابل ورودی اصلی پارک مرکزی نیویورک.
- تندیس ویلیام تیکامسا شرمن  اثر کارهل روهل اسمیت، نصب‌شده در پارک ریاست‌جمهوری در واشینگتن، دی سی.

تمبر
تاکنون ۳ تمبر منقش به فرتور ژنرال ویلیام شرمن در سال‌های ۱۸۹۳، ۱۸۹۵ و ۱۹۳۷ توسط پست ایالات متحده منتشر شده‌اند.
درخت ژنرال شرمن
نام درخت عظیمی در پارک ملی سکویا که به افتخار ویلیام شرمن نام‌گذاری شده‌است.
در ارتش
- ام۴ شرمن، رزمی‌ترین تانک ارتش آمریکا در جنگ جهانی دوم.

## در فرهنگ عامه
کتاب
- مارش: پیشروی تاریخی ژنرال ویلیام شرمن به روایت ای. ال. دکتروف[۱۱]
- نامه‌های شرمن: نامه‌نگاری‌های ژنرال و سناتور شرمن از سال ۱۸۳۷ تا ۱۸۹۱

## گفتاورد مشهور
ویلیام شرمن در جواب درخواست‌ها برای قبول نامزدی ریاست‌جمهوری پس از پایان جنگ داخلی آمریکا گفته‌بود: «اگر نامزد شوم، انصراف می‌دهم. اگر اعزام شوم، مخالفت می‌کنم و اگر انتخاب شوم، استعفاء می‌دهم!».

## نگارخانه

رهبران قبایل سرخ‌پوست وایومینگ در حال انعقاد «پیمان صلح» با ژنرال ویلیام شرمن برای پایان‌دادن به جنگ‌های سرخپوستان با دولت فدرال
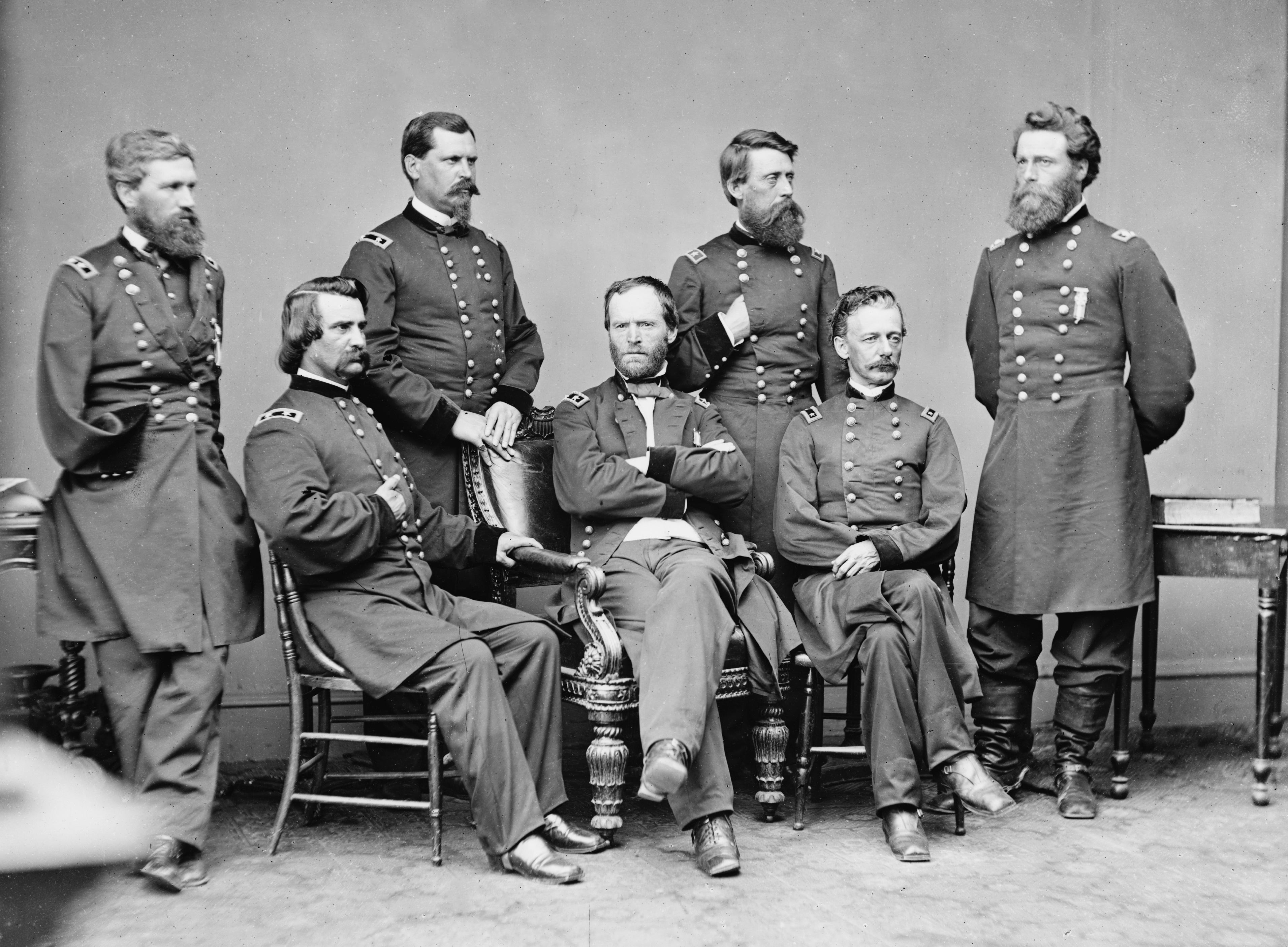
ژنرال‌های ارتشِ اتحادیه در جنگ داخلی آمریکا ژنرال ویلیام شرمن، نشسته بر روی صندلی دسته‌دار
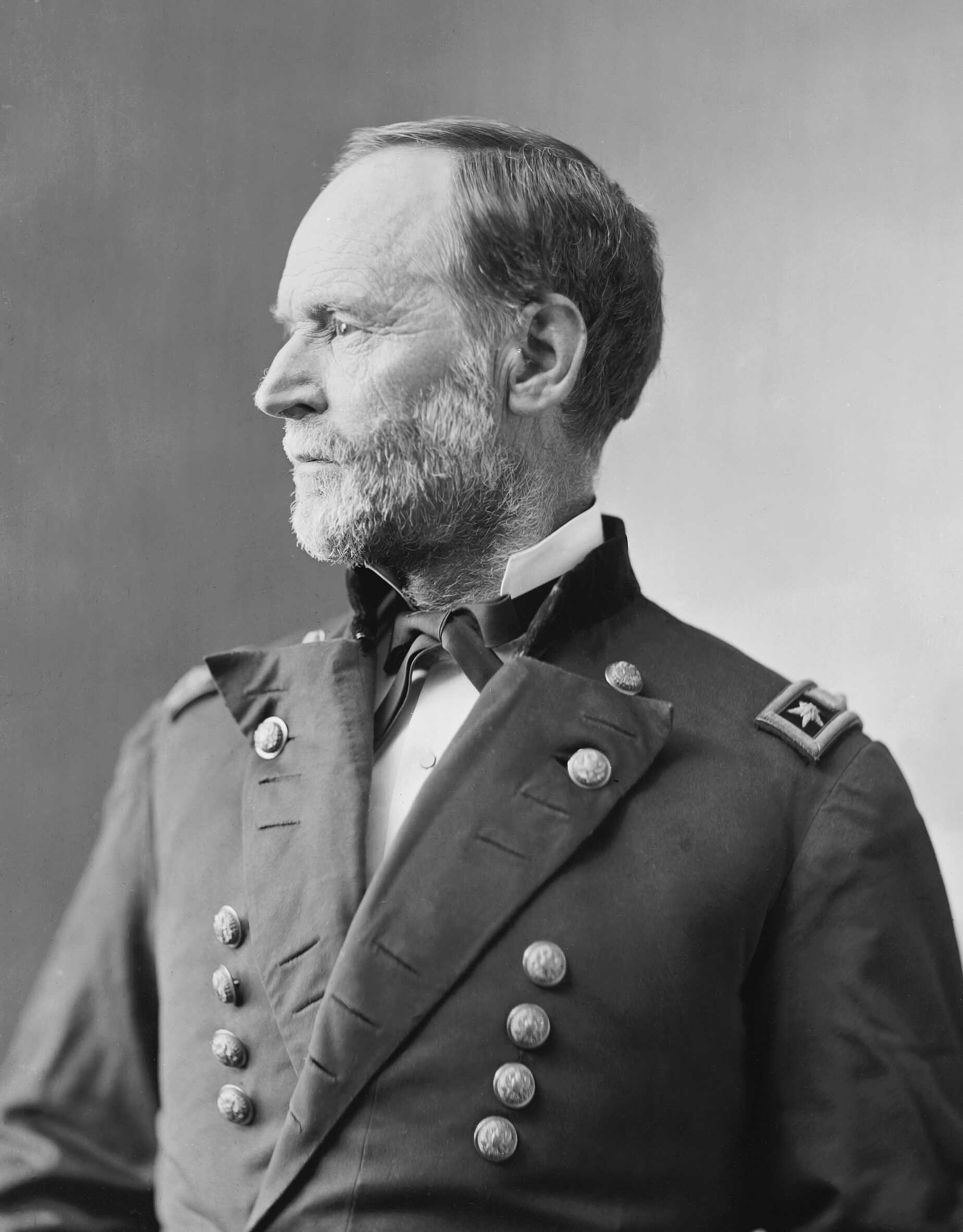
ژنرال شرمن در میان‌سالی پرتره اثر متیو بریدی
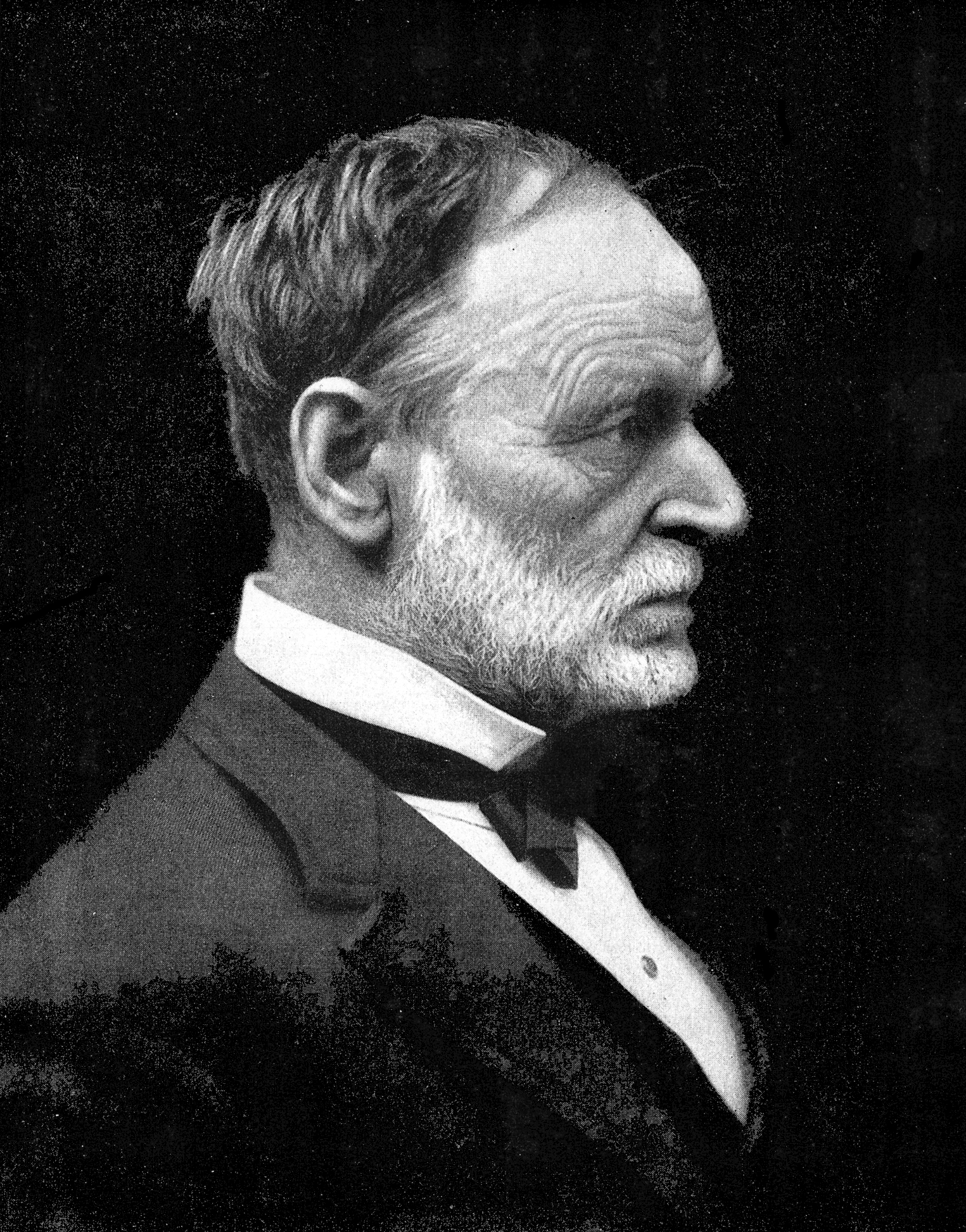
ژنرال شرمن در اواخر عمر در لباس غیرنظامی
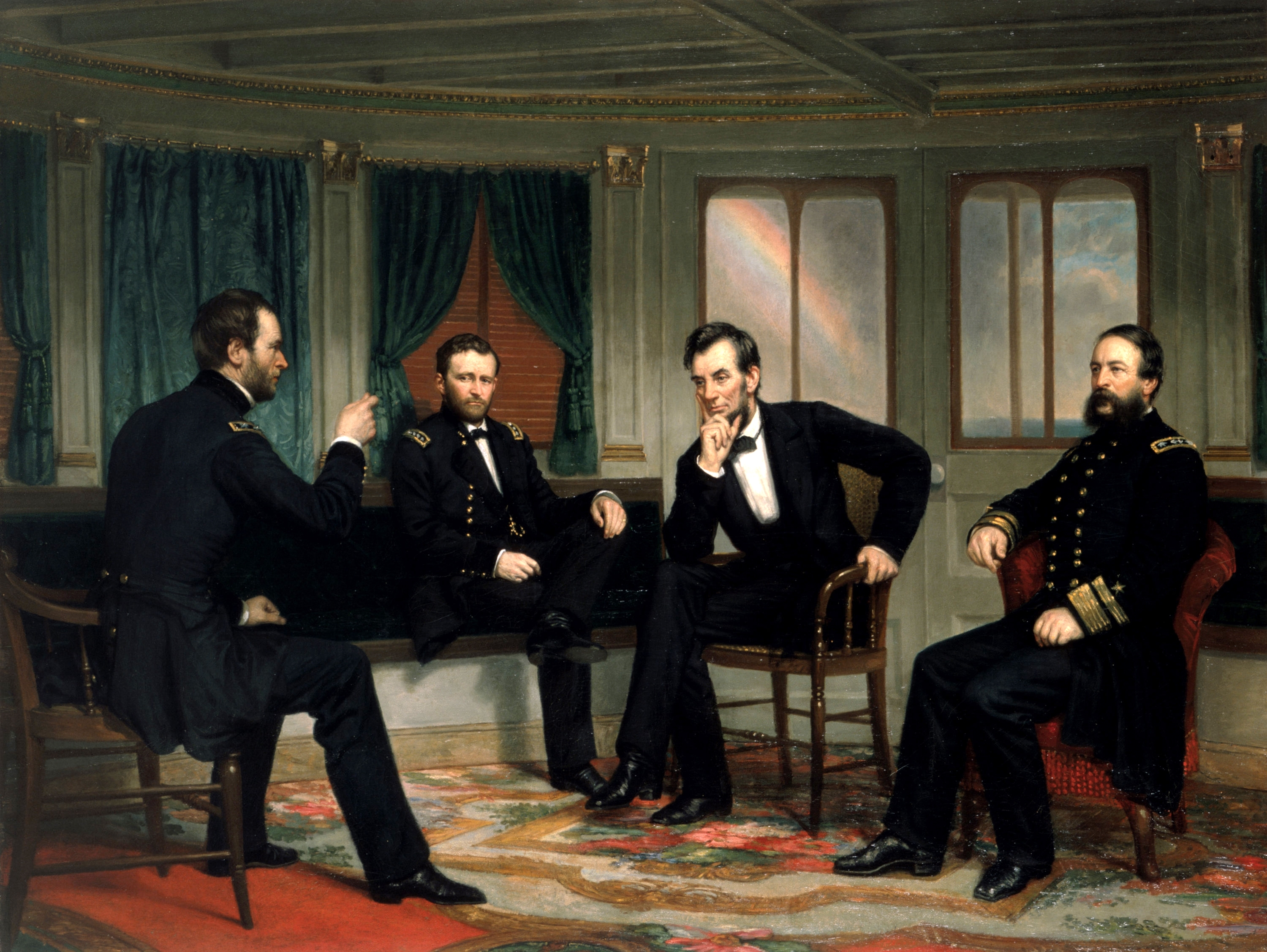
آبراهام لینکلن، ژنرال گرانت و ادمیرال پورتر در حال شنیدن اظهارات ژنرال شرمن اثر جرج پیتر الکساندر هیلی
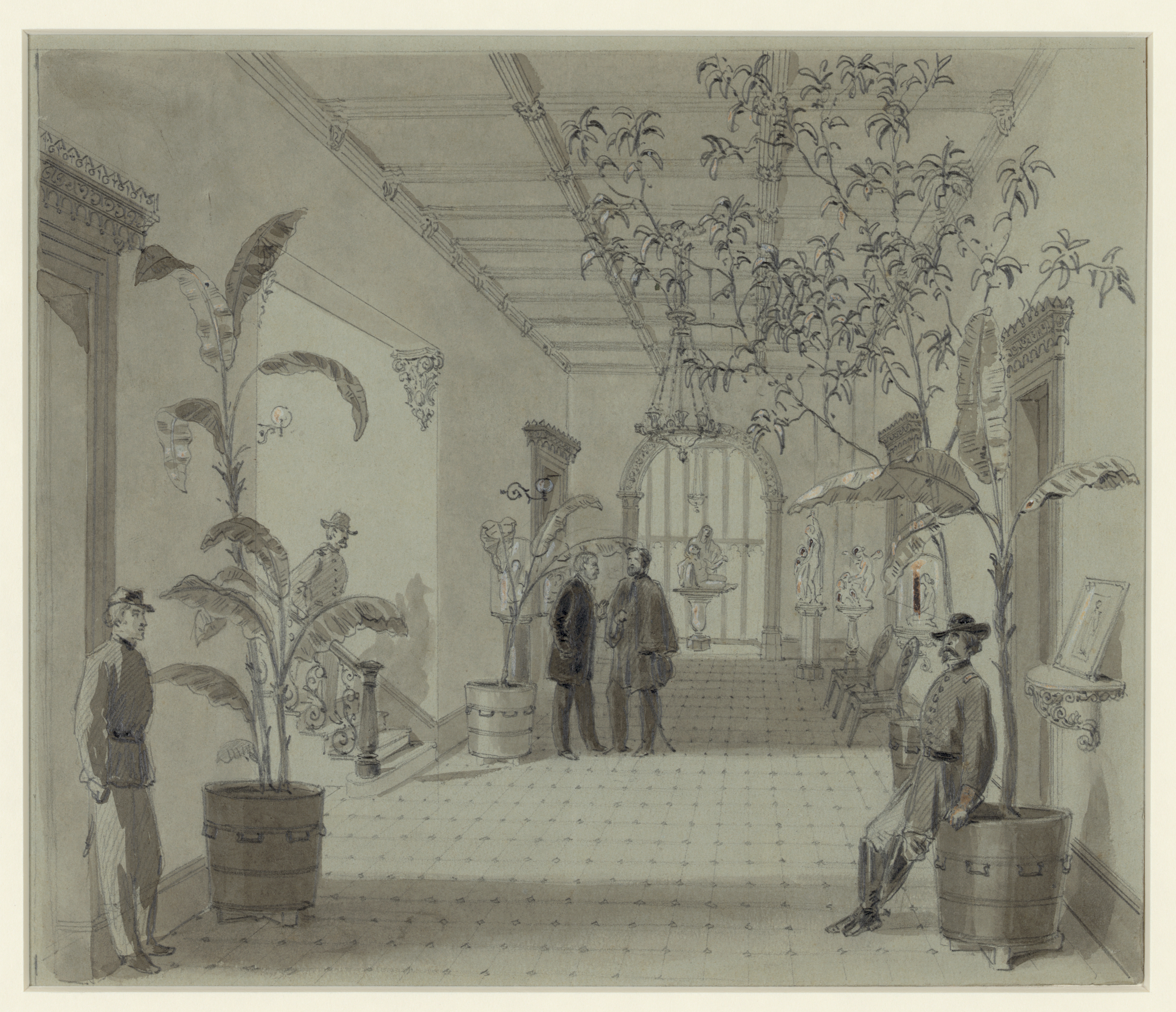
ورودی خانه سبز-ملدریم در سال ۱۸۶۴ میلادی که به عنوان ستاد ژنرال شرمن مورد استفاده قرار گرفته بود